# Piórówki
Piórówki, pióra morskie (Pennatulacea) – rząd półosiadłych parzydełkowców (zakotwiczonych w podłożu, ale też pełzających), koralowców (Anthozoa), z podgromady koralowców ośmiopromiennych (Octocorallia). Do tego rzędu klasyfikowano też niektóre ediakarskie organizmy, jednakże ich przynależność do tego rzędu jest kwestionowana. O piórówkach wiedzieli już starożytni Rzymianie. Jeden osobnik to tak naprawdę kolonia z wyspecjalizowanymi polipami osiągająca od kilku centymetrów do metra, a nawet do 2,3 m. Pióra morskie znaleźć można na całym świecie od płytkich wód przybrzeżnych po głębiny oceaniczne. W Morzu Bałtyckim żyje tylko jeden gatunek – piórówka świecąca. Cykl życiowy tych zwierząt pozostaje słabo poznany.
Pióra morskie pełnią ważną rolę w ekosystemach, w jakich żyją, są uznawane za „morskich inżynierów”.

## Historia badań nad Pennatulacea

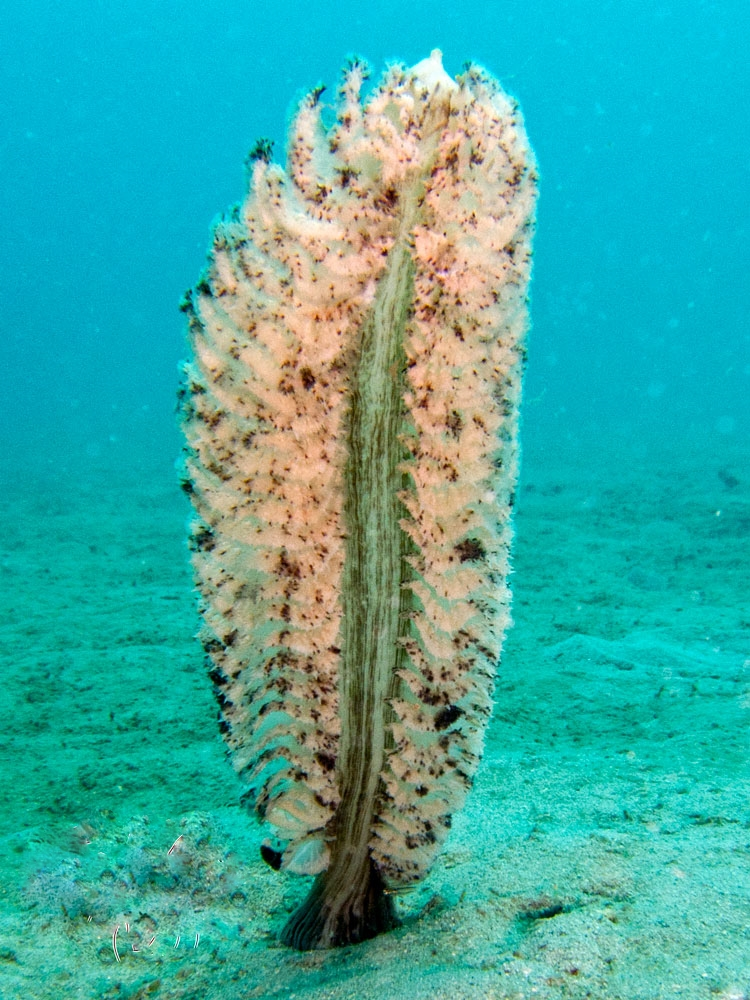
Pteroeides sp. (Tajlandia)

Już starożytni Rzymianie znali pióra morskie i nazywali jest Penna marina (morskie pióra), ale też Mentula alata (oskrzydlony członek). Jeszcze wtedy nie odkryli zdolności tych koralowców do bioluminescencji, a opisy im poświęcone nie poruszały tej kwestii. Po raz pierwszy zdolność do bioluminescencji piór morskich odkrył Konrad Gesner w 1555 roku, o czym też napisał w swoim dziele De lunariis. O zdolności tej krótko także wspominali François Boussuet, Gaspard Bauhin, Ulisses Aldrovandi, Jean Bauhin i Thomas Shaw (autorzy żyjący między latami 1558 a 1746). Z piórami morskimi zmierzył się w 1601 roku anonimowy pisarz przebywający na statku Jamesa Lancastera, w trakcie trwania wyprawy do Indii Wschodnich – porównał je do drzewek, które po wyciągnięciu z ziemi okazywały się robakami mogącymi się powiększać.
Nieco później liczni autorzy starali się poznać naturę wielu morskich bezkręgowców np. jamochłonów (Coelenterata – Cnidaria + Ctenophora). Wtenczas były one uznawane za przedstawicieli zwierzokrzewów (Zoophytes) – koncepcja ta została przedstawiona już przez Arystotelesa (i zaadaptowana np. przez Pliniusza Starszego), zwierzokrzewy uważano za formy pośrednie między światem roślinnym a zwierzęcym. W 1753 roku Jean-André Peyssonnel wliczył koralowce z innymi jamochłonami do zwierząt w oparciu o swoje obserwacje. Natomiast w 1758 roku Karol Linneusz określił rodzaj Pennatula w dziesiątej edycji swego dzieła, Systema Naturae – od tego rodzaju pochodzi też nazwa Pennatulacea.
Z piórówkami spotkał się również Karol Darwin w strefie pływów w obszarze Patagonii. Tymczasem w drugiej połowie XIX wieku, kiedy to już wiedziano o zdolności do bioluminescencji tych zwierząt, Wyville Thomson, oceanograf z ekspedycji HMS „Challenger” (1848) donosił:

Wiele zwierząt doskonale świeciło… W pewnym miejscu prawie wszystko, co zostało poruszone, wydawało się pełne świetlistych iskier. Najbardziej błyskotliwe były korale ośmiopromienne, wężowidła i niektóre pierścienice. Piórówki świeciły delikatnym białym światłem (...)

82% dzisiaj znanych Pennatulacea zostało opisanych między rokiem 1858 a 1921.

## Systematyka

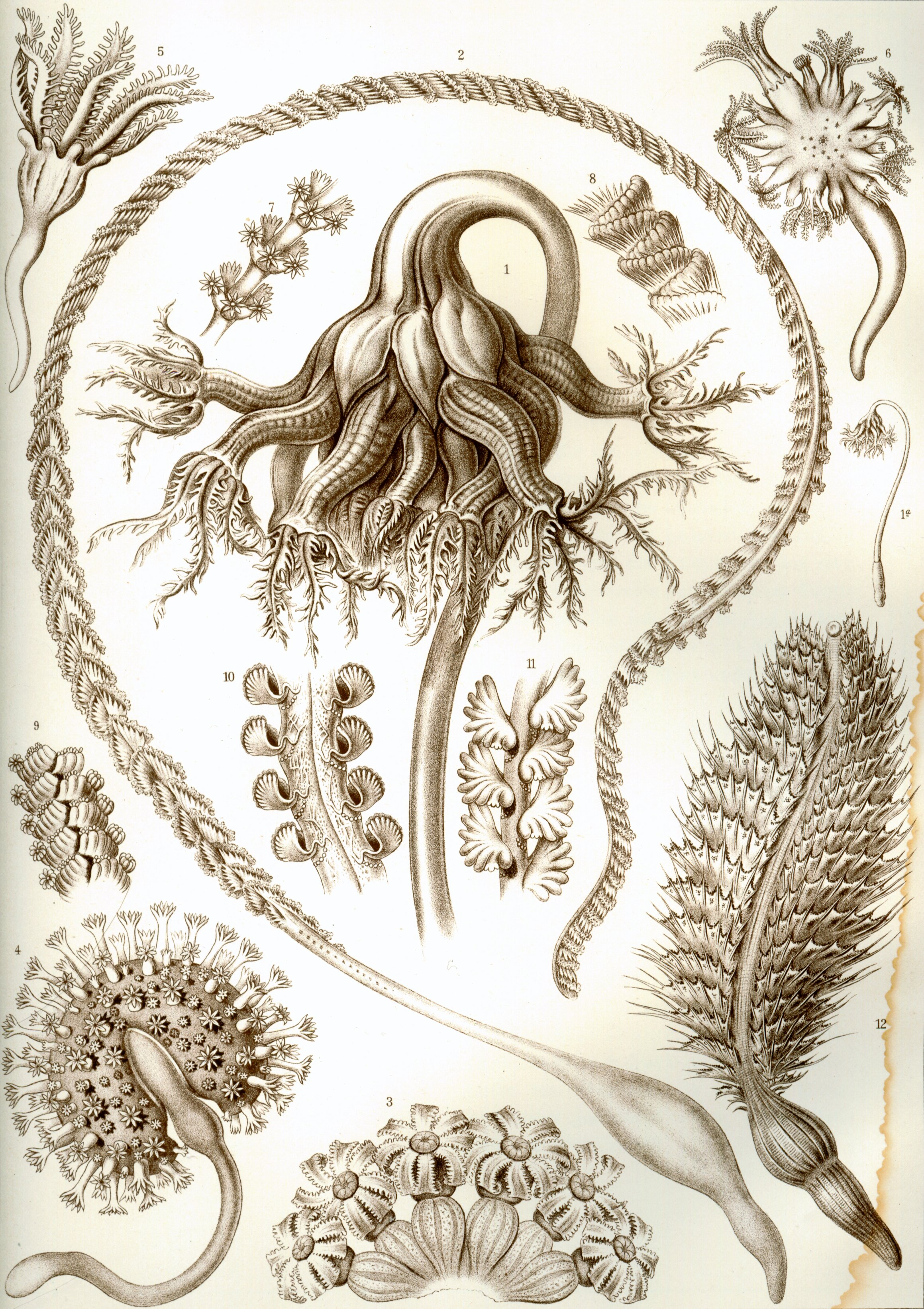
Pióra morskie na ilustracji autorstwa Ernsta Haeckla

Autorstwo oficjalnego opisu Pennatulacea przypisuje się Addisonowi Emery’emu Verrillowi w 1865 roku. Wedle portalu internetowego WoRMS zdefiniowany takson Pennatulacea nie powinien być uznawany za rząd, a jego ranga powinna być traktowana jako nadrodzina w obrębie rzędu Scleralcyonacea – wówczas piórówki posiadają naukową nazwę Pennatuloidea, którą do nomenklatury wprowadził Christian G. Ehrenberg w 1834 roku. Jeszcze inni autorzy uznają te zwierzęta za osobną podgromadę.
Piórówki należą do podgromady koralowców ośmiopromiennych (Octocoralia), do których wlicza się również korkowce (Alcyonacea), korale błękitne (Helioporacea) i gorgonie (Gorgonacea); łącznie podgromada ta zagnieżdżona w obrębie koralowców (Anthozoa) obejmuje 3000 (w innych źródłach uściślane do 3200 lub 3500) gatunków, a całą grupę definiuje obecność ośmiu czułków oraz mezenterii u polipów. W szerszym znaczeniu Octocoralia przynależą do typu parzydełkowców (Cnidaria). Analizy molekularne nie wspierają taksonomii opartej na morfologii Octocoralia.

### Filogeneza i ewolucja
Filogenetyczne relacje pomiędzy piórami morskimi określane są jako „dalekie od rozwiązania” – nie wiadomo, jak one wyewoluowały ani jakie są relacje między gatunkami. Jedno z pierwszych badań skupiających się na Pennatulacea wykazało, że w tradycyjnym ujęciu są one polifiletyczne. Zarówno molekularne, jak i morfologiczne analizy nie pozwoliły na ustalenie adekwatnej klasyfikacji tych zwierząt. U większości taksonów brakuje cech morfologicznych nadających się do wykorzystania w analizie filogenetycznej, dodatkowo materiał badawczy (form głębinowych) jest trudny do pozyskania. Analizy filogenetyczne na podstawie sekwencjonowania białek mutS-like oraz ND2 podjednostki 2 dehydrogenazy NADH wykazały, że Virgulariidae wraz z Scleroptilidae są polifiletyczne, także Pennatulidae, Kophobelemnidae oraz Umbellulidae nie są taksonami monofiletycznymi. Badania te wskazały Veretillidae i Echinoptilidae jako grupy bazalne oraz istnienie w obrębie rzędu czterech dużych kladów (nie odpowiadających tradycyjnym podziałom).
Dotychczas najbardziej wyczerpujące opracowanie klasyfikacji Pennatulacea stanowi publikacja Kükenthala z 1915. Zaproponował w niej podział piórówek na dwa podrzędy: Subselliflorae (polipy uporządkowane w formy liści) i Sessiliflorae (polipy wyrastające z rachis); ponadto zasugerował, że Veretillidae to bardziej rozwinięte formy – kierował się tym, że symetria u piórówek przeistaczała się z promienistej na dwubocznie symetryczną. Rewizji klasyfikacji autora dokonano 80 lat później, przy czym liczba wyróżnianych rodzajów i gatunków jest również zmienna w zależności od autorów. Piórówki podzielono m.in. na 14 rodzin z 35 rodzajami i 450 gatunkami, z czego ok. 200 uznawanych jest za ważne (stan na 2011 rok). W 2023 roku wyróżniono 15 rodzin z 40 rodzajami i 235 gatunkami.

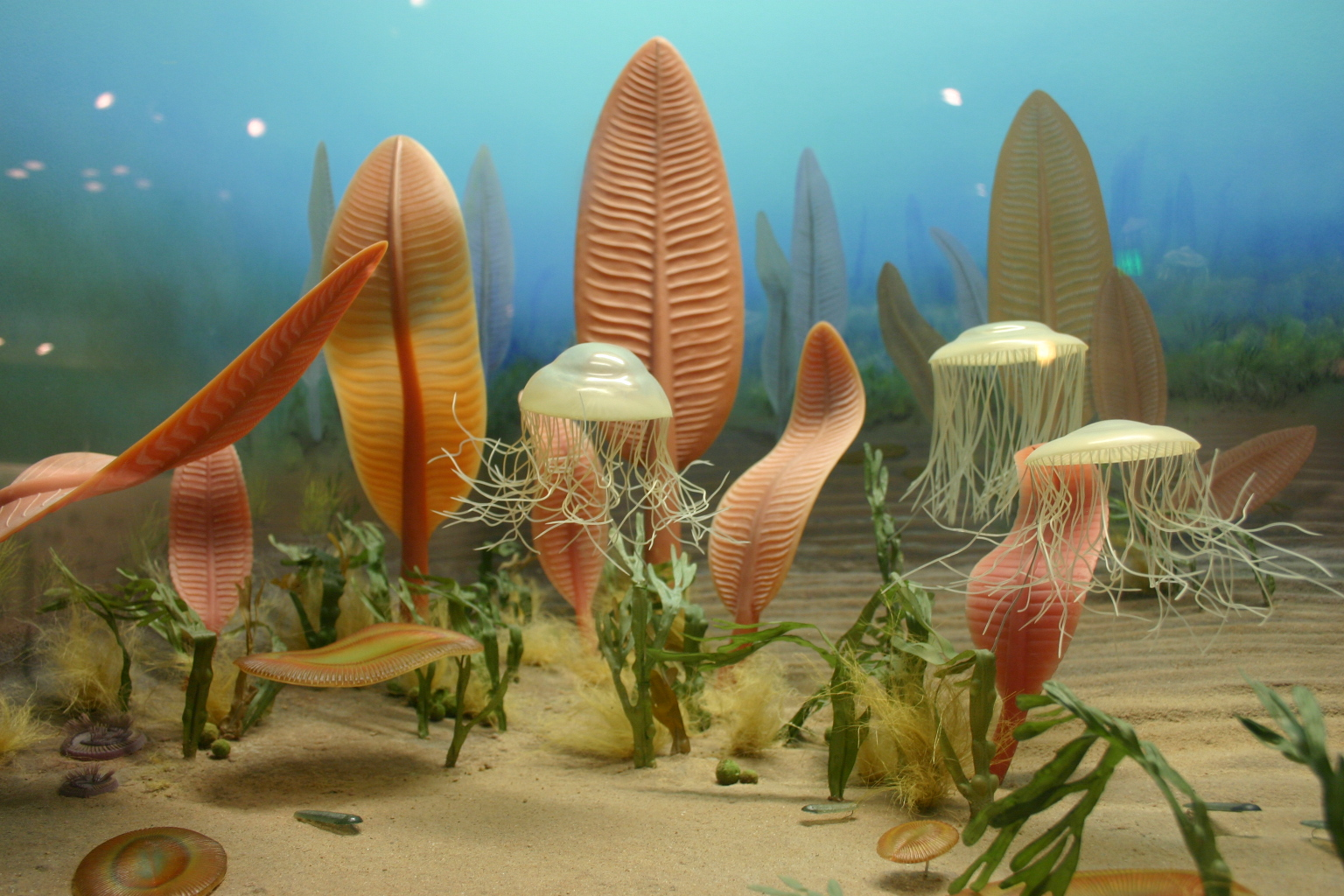
Wystawa muzealna prezentująca wymarłe formy życia ediakaru

### Kwestia przynależności taksonów wymarłych
W 1957 roku odkryto Charnia masoni, a rok później to zwierzę opisano na podstawie skamieniałości z Anglii (łupki z Burgess). Znalezisko to uchodzi za punkt zwrotny w badaniu szczątek prekambryjskich. Zarazem, holotyp Charnia uchodzi za najlepiej zachowaną makroskamieniałość spośród wszystkich datowanych na okres ediakaru. Obecnie podaje się również, że rodzaj ten najdłużej występował na linii czasu ediakaru. Sugeruje się, że w rzeczywistości nie była ona spokrewniona z piórami morskimi, gdyż te drugie ewoluowały później niż w paleozoiku.
Do Pennatulacea klasyfikuje się niekiedy także wymarłego Thaumaptilon. Naukowcy przypuścili, że ten organizm był zbudowany z zooidów i był to organizm kolonijny. Przetrwał on wymieranie ediakarskie i nie wydaje się, aby był spokrewniony z ówcześnie żyjącą fauną. Inne badania przeciwnie wykluczają pokrewieństwo tego organizmu ze współczesnymi piórówkami i uznają go za krewnego Charnia.
Szczątkom datowanym na kredę oraz trzeciorzęd formalnie przypisuje się przynależność do piórówek, w odróżnieniu do podobnie wyglądających skamielin ediakarskich. 

### Podział systematyczny

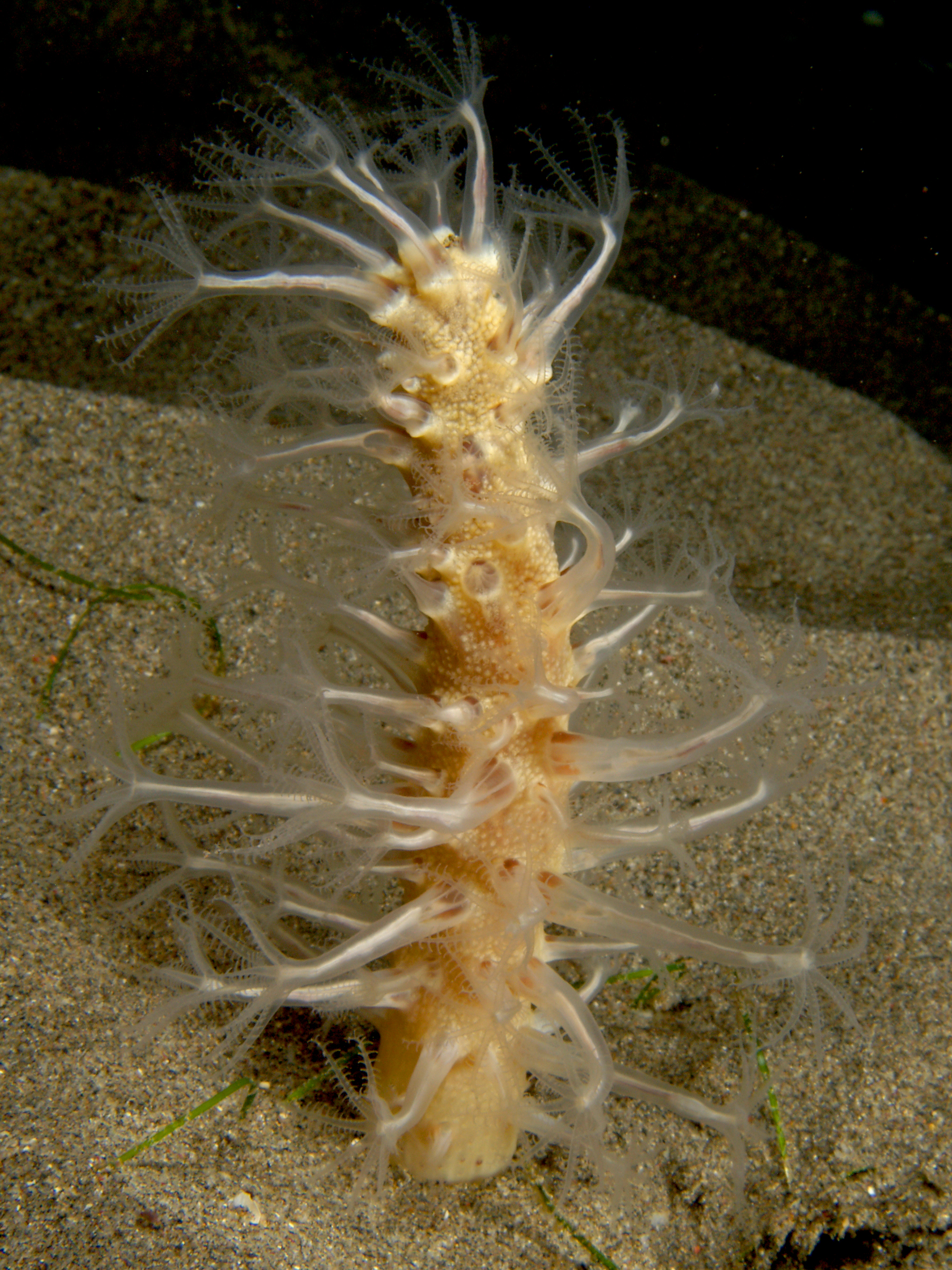
Kolonia wyłoniła się pod noc

Do tego rzędu zalicza się następujące rodziny: 
- Anthoptilidae Kölliker, 1880
- Balticinidae Balss, 1910
- Chunellidae Kükenthal, 1902
- Echinoptilidae Hubrecht, 1885
- Funiculinidae Gray, 1870
- Gyrophyllidae López-González,Drewery & Williams, 2022
- Kophobelemnidae Gray, 1860
- Pennatulidae Ehrenberg, 1834
- Protoptilidae Kölliker, 1872
- Pseudumbellulidae López-González in López-González & Drewery, 2022
- Renillidae Gray, 1870
- Scleroptilidae Jungersen, 1904
- Stachyptilidae Kölliker, 1880
- Umbellulidae Lindahl, 1874 (1840)
- Veretillidae Herklots, 1858
- Virgulariidae Verrill, 1868

### Kladystyka
Synapomorfią (cecha, która definiuje grupę) tychże koralowców to występowanie zróżnicowanych polipów. 
Poniżej zaprezentowano kladogram ukazujący pozycję systematyczną Pennatulacea: 
|  | \| \| Scleractinia \| \| \| \| \| \| Corallimorpharia \| \| \| \| |
|  |                                                                   |
|  | Antipatharia                                                      |
|  |                                                                   |
|  | Scleractinia                                                      |
|  |                                                                   |
|  | Corallimorpharia                                                  |
|  |                                                                   |

|  | Scleractinia     |
|  |                  |
|  | Corallimorpharia |
|  |                  |

|  | \| \| Scleractinia \| \| \| \| \| \| Corallimorpharia \| \| \| \| |
|  |                                                                   |
|  | Antipatharia                                                      |
|  |                                                                   |
|  | Scleractinia                                                      |
|  |                                                                   |
|  | Corallimorpharia                                                  |
|  |                                                                   |

|  | Scleractinia     |
|  |                  |
|  | Corallimorpharia |
|  |                  |

|  | \| \| Scleractinia \| \| \| \| \| \| Corallimorpharia \| \| \| \| |
|  |                                                                   |
|  | Antipatharia                                                      |
|  |                                                                   |
|  | Scleractinia                                                      |
|  |                                                                   |
|  | Corallimorpharia                                                  |
|  |                                                                   |

|  | Scleractinia     |
|  |                  |
|  | Corallimorpharia |
|  |                  |

|  | \| \| Scleractinia \| \| \| \| \| \| Corallimorpharia \| \| \| \| |
|  |                                                                   |
|  | Antipatharia                                                      |
|  |                                                                   |
|  | Scleractinia                                                      |
|  |                                                                   |
|  | Corallimorpharia                                                  |
|  |                                                                   |

|  | Scleractinia     |
|  |                  |
|  | Corallimorpharia |
|  |                  |

|  | \| \| Scleractinia \| \| \| \| \| \| Corallimorpharia \| \| \| \| |
|  |                                                                   |
|  | Antipatharia                                                      |
|  |                                                                   |
|  | Scleractinia                                                      |
|  |                                                                   |
|  | Corallimorpharia                                                  |
|  |                                                                   |

|  | Scleractinia     |
|  |                  |
|  | Corallimorpharia |
|  |                  |

|  | \| \| Scleractinia \| \| \| \| \| \| Corallimorpharia \| \| \| \| |
|  |                                                                   |
|  | Antipatharia                                                      |
|  |                                                                   |
|  | Scleractinia                                                      |
|  |                                                                   |
|  | Corallimorpharia                                                  |
|  |                                                                   |

|  | Scleractinia     |
|  |                  |
|  | Corallimorpharia |
|  |                  |

|  | \| \| Scleractinia \| \| \| \| \| \| Corallimorpharia \| \| \| \| |
|  |                                                                   |
|  | Antipatharia                                                      |
|  |                                                                   |
|  | Scleractinia                                                      |
|  |                                                                   |
|  | Corallimorpharia                                                  |
|  |                                                                   |

|  | Scleractinia     |
|  |                  |
|  | Corallimorpharia |
|  |                  |

|  | \| \| Scleractinia \| \| \| \| \| \| Corallimorpharia \| \| \| \| |
|  |                                                                   |
|  | Antipatharia                                                      |
|  |                                                                   |
|  | Scleractinia                                                      |
|  |                                                                   |
|  | Corallimorpharia                                                  |
|  |                                                                   |

|  | Scleractinia     |
|  |                  |
|  | Corallimorpharia |
|  |                  |

|  | Alcyonacea   |
|  |              |
|  | Helioporacea |
|  |              |
|  | Pennatulacea |
|  |              |

## Charakterystyka

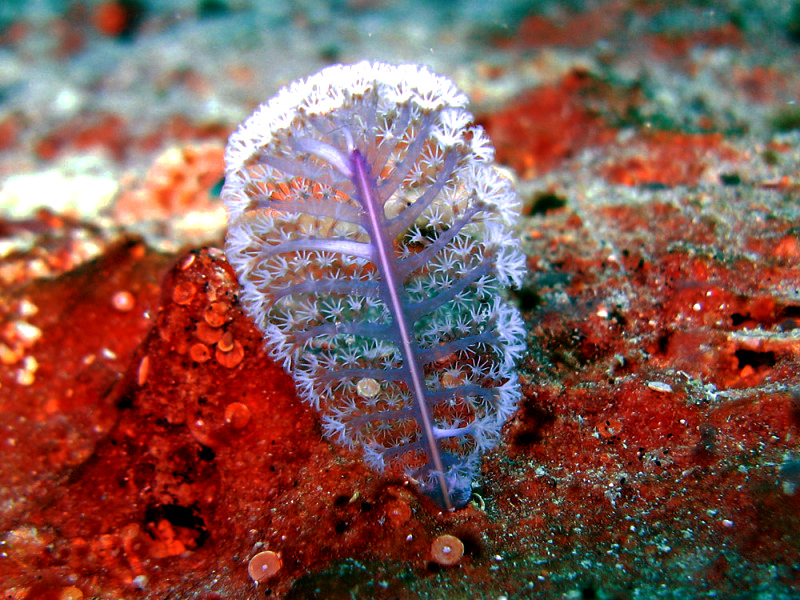
Piórówka (Lizard Island)

Piórówki to ryjące parzydełkowce, których kolonie mogą osiągać od kilku centymetrów do metra, a nawet do 2,3 m w przypadku Umbellula enerinus.
Pióra morskie są wyspecjalizowaną grupą koralowców ośmiopromiennych (Octocoralia). W przeciwieństwie do innych przedstawicieli tej grupy na organizm składa się jeden główny polip, zwany również oozooidem. Uchodzą one za najbardziej zintegrowanych przedstawicieli parzydełkowców, funkcjonują jako pojedynczy organizm. Jest to możliwe za sprawą rozwiniętego układu nerwowego; pierwszy system jest ektodermalną, subepidermalną siecią nerwową poszczególnych osobników; drugi system nerwowy to sieć entodermalna leżąca w septach; trzeci system nerwowy to sieć nerwowa obecna w cenenchymie całej kolonii, centrum tej sieci znajduje się w rachis (rhachis), która jest utworzona przez dystalny region głównego polipa. Dwie pierwsze sieci zagęszczają się w obrębie otworu gębowego. Z kolei ostatnia umożliwia wykonywanie rytmów dobowych, takich jak pompowanie całej kolonii, pożywianie się kolonii w nocy, także wyzbywanie się za dnia wody z organizmu, wkraczanie w stan spoczynkowy, wykonywanie ruchów perystaltycznych, a także zdolność do luminescencji.
Główny polip jest zakotwiczony w miękkich sedymentach dennych za pomocą proksymalnej mięśniowej nasady. Nasada ta może być nadymana. Rachis zawiera od kilku do wielu drugorzędowych polipów, które wznoszą od boków, a na nich rozgałęziają się kolejne polipy, określane jako autozooidy. Te dzielą się na dwa typy: gastrozoidy (o pierzastych czułkach, odpowiadające za pożywianie się) i syfonozooidy (bez czułków, są to mniejsze polipy odpowiadające za cyrkulację wody). Niektóre gatunki posiadają polipy w kształcie liści lub pasków. Jeszcze inne, takie jak Pennatula inflata, mogą mieć zooidy o pośredniej formie, które znane są jako mezozooidy. U części rodzin rozmieszczenie polipów wokół rachis przybiera wyraźnie dwubocznie symetryczną postać. Nazwa „pióra morskie” i angielskie Sea Pens, a także naukowy termin Pennatulacea odnosi się do podobieństwa do gęsiego pióra, taką bowiem formę przybiera cała kolonia; dutce odpowiada mięsisty trzon, a stosinie rachis tego koralowca. Gatunki zwłaszcza występujące w głębi oceanicznej odbiegają wyglądem od tego schematu, ich ciało uległo modyfikacjom. U nich czasami duża liczba polipów trzeciego rzędu redukuje się do kilku lub nawet pojedynczego autozooidu, a także zmienić może się kształt rachis, która może być spłaszczona, nerkowata lub o zakłóconej symetrii całej kolonii (zwykle dwubocznie symetrycznej). Większość kolonii piór morskich jest wsparta wewnętrznym szkieletowym prętem zbudowanym z kalcytu.

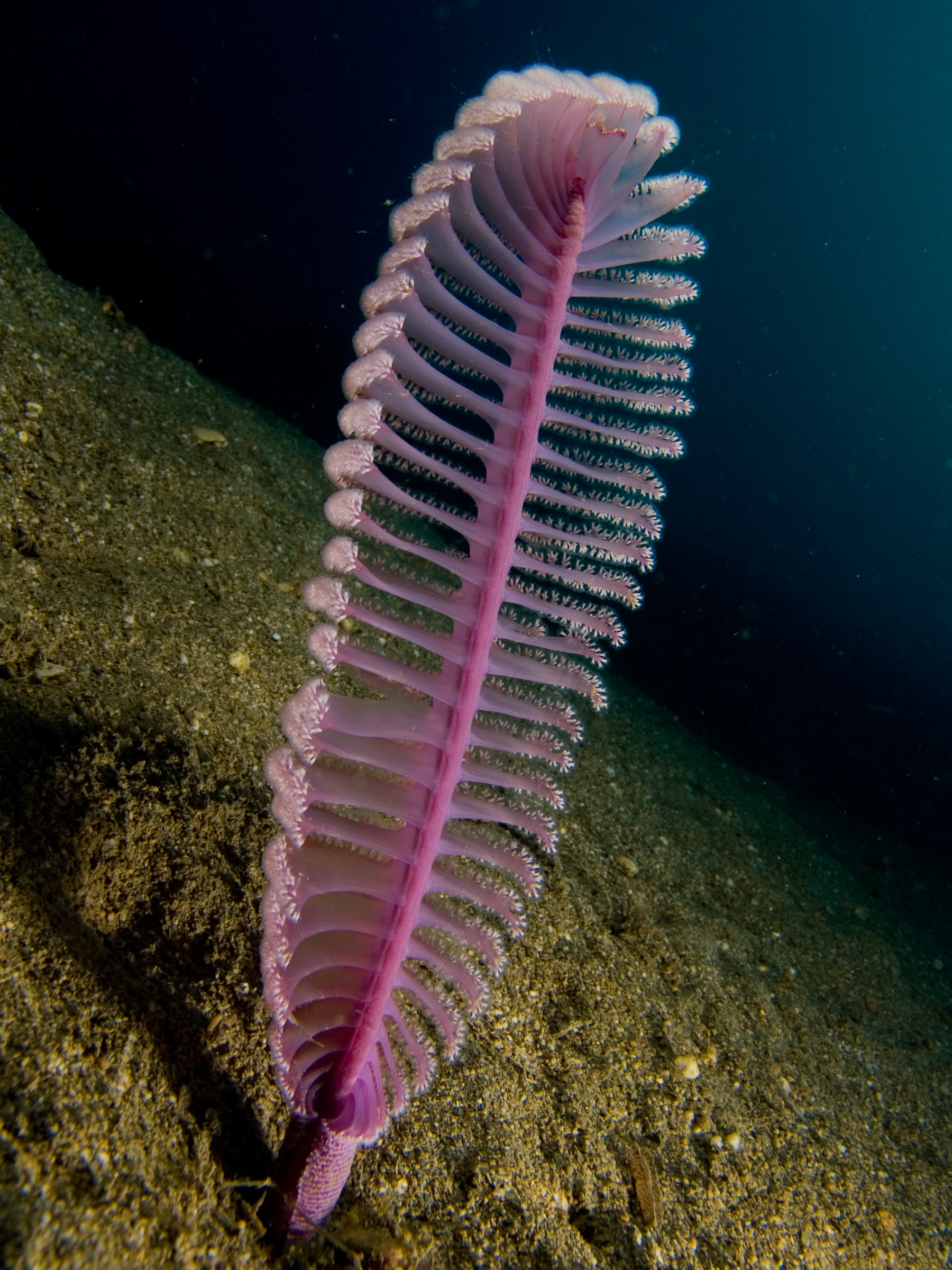
Virgularia sp.

## Występowanie

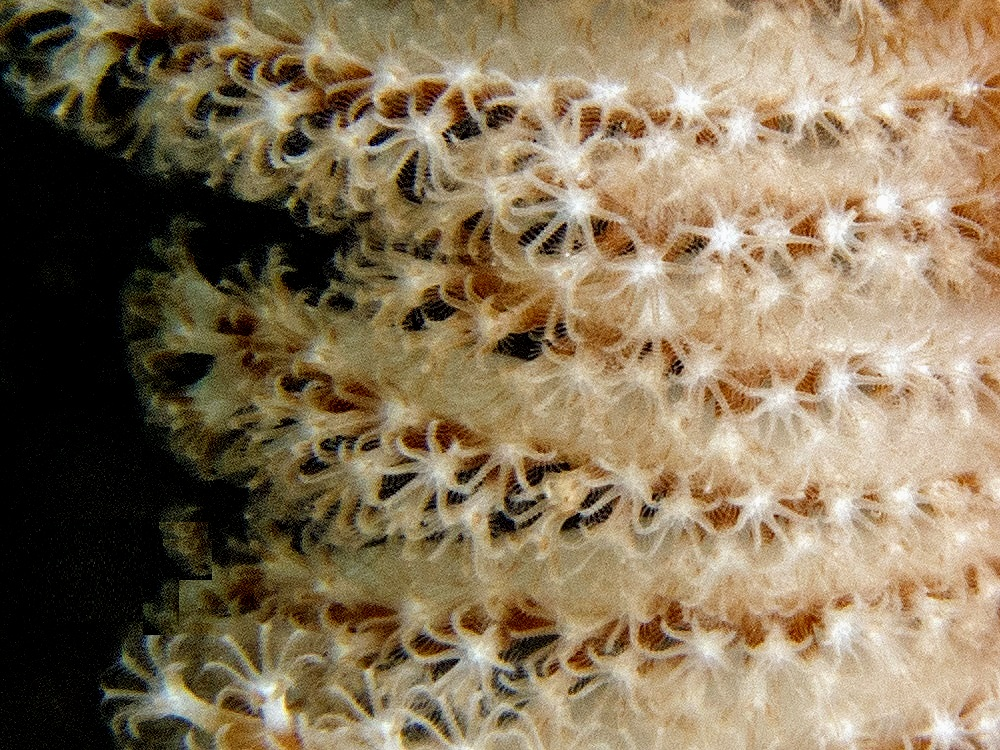
zbliżenie polipów

Piórówki można znaleźć na całym świecie. Znajdywane są od rejonów polarnych po równikowe. Napotyka się na nie od płytkich po głębokie wody, konkretnej od strefy pływów po głębokości do 6100 metrów. Większość znanych taksonów zamieszkuje Indo-Pacyfik, a za centrum radiacji tych koralowców przyjmuje się okolice Archipelagu Malajskiego. Pewne gatunki występują także w Oceanie Atlantyckim, jak i Morzu Północnym. Na skalę regionalną, pióra morskie zostały słabo zbadane na obszarach Oceanu Spokojnego tj. u wód Japonii (wyspy Riukiu) oraz Palau.
W Morzu Bałtyckim żyje piórówka świecąca (Pennatula phosphorea). 

## Ekologia
Wyłącznie morskie. Te koralowce są elementem bentosu, żyją w różnorodnych bentonicznych habitatach, często w dużych zagęszczeniach. To półosiadłe parzydełkowce, zakotwiczają się w podłożu, jak i pełzają po dnie. Niektóre taksony, takie jak Anthoptilum, potrafią się zaczepiać na skalistych powierzchniach za pomocą przyssawkowatego rozszerzenia swego trzonu. Pennatulacea znajdywane są na piasku w strefie pływów, na obszarach wattów, na piaszczystych terenach w obrębie lub niedaleko raf koralowych, wokół terenów błotnistych bądź pokrytych gruzem, spotkać je można w obszarach szelfu i stoku kontynentalnego, podczas gdy taksony głębinowe „rosną” na głębinowych pustkowiach (znaleziono je np. w strefie hadalu); dzięki muskularnemu trzonkowi pióra morskie mogą zamieszkiwać rozległe obszary stosunkowo jednorodnego środowiska bentosu. Głębinowe gatunki często żyją w biomach eutroficznych.
Koralowce zimnowodne zapewniają środowisko życia bogatej faunie. Zapewniają je wolno żyjącym skorupiakom, mięczakom czy wężowidłom; te organizmy mogą wykorzystywać koralowce, takie jak piórówki czy gorgonie (Gorgonacea), jako substrat do przyczepienia się, odżywiania się lub obiekt pasożytnictwa. Gorgonie oraz piórówki razem tworzą koralowe ogrody, których obszary występowania się kurczą, m.in. ze względu na trawling wykorzystywany w rybołówstwie. W przypadku Pennatulacea, fauna obserwowana na tych koralowcach w jednym badaniu została określona jako uboga i składała się wyłącznie ze skorupiaków – dopatrzono się małżoraczków (Ostracoda), obunogów (Amphipoda), krewetek, a także miękkodwłokowców Munida sp. Podczas innych obserwacji opisywane koralowce stanowiły „żłobek” dla larw ryb. Badanie zawartości przewodu pokarmowego u 82 martwych żółwi morskich karetta (Caretta caretta) wykazało z kolei, że piórówki (Virgularia presbytes), łącznie ze skorupiakami oraz mięczakami stanowiły 94% suchej masy całej zawartości. Innymi drapieżnikami polującymi na Pennatulacea są rozgwiazdy (określane jako generaliści), a także ślimaki nagoskrzelne. Wśród endopasożytów wymienia się widłonogi z rodziny Lamippidae.  
Przynajmniej 2 gatunki przechowują zooksantelle oraz są o aktywności dziennej, zaś inne płytkowodne gatunki prowadzą nocny tryb życia, przebywając za dnia w sedymentach i wychodząc z nich na żer na czas nocy. Pennatulacea to filtratory, najsłabiej poznane ze wszystkich organizmów mogących formować środowisko życia. Filtrują pokarm pasywnie.
Pióra morskie są zdolne zarówno do bioluminescencji, jak i fluorescencji, zdolności te w przypadku gatunków spotykanych w Morzu Śródziemnym są znane od dawna. W uogólnieniu, bioluminescencja występuje u mnogiej liczby taksonów z tego rzędu. Pennatula rubra, Pteroeides griseum oraz Veretillum cynomorium mogą wytwarzać zielone światło, gdy jest ciemno. Kształt widm fluorescencji wskazuje na obecność GFP (białko zielonej fluorescencji) ściśle związanego z produkcją światła, jak u rodzaju Renilla. Bioluminescencja służy prawdopodobnie jako mechanizm obronny do spłoszenia drapieżników.     

## Cykl życiowy
Ptilosarcus gurneyi dożywa powyżej 15 lat, zaś dojrzałość płciową uzyskuje w wieku 5–6 lat.

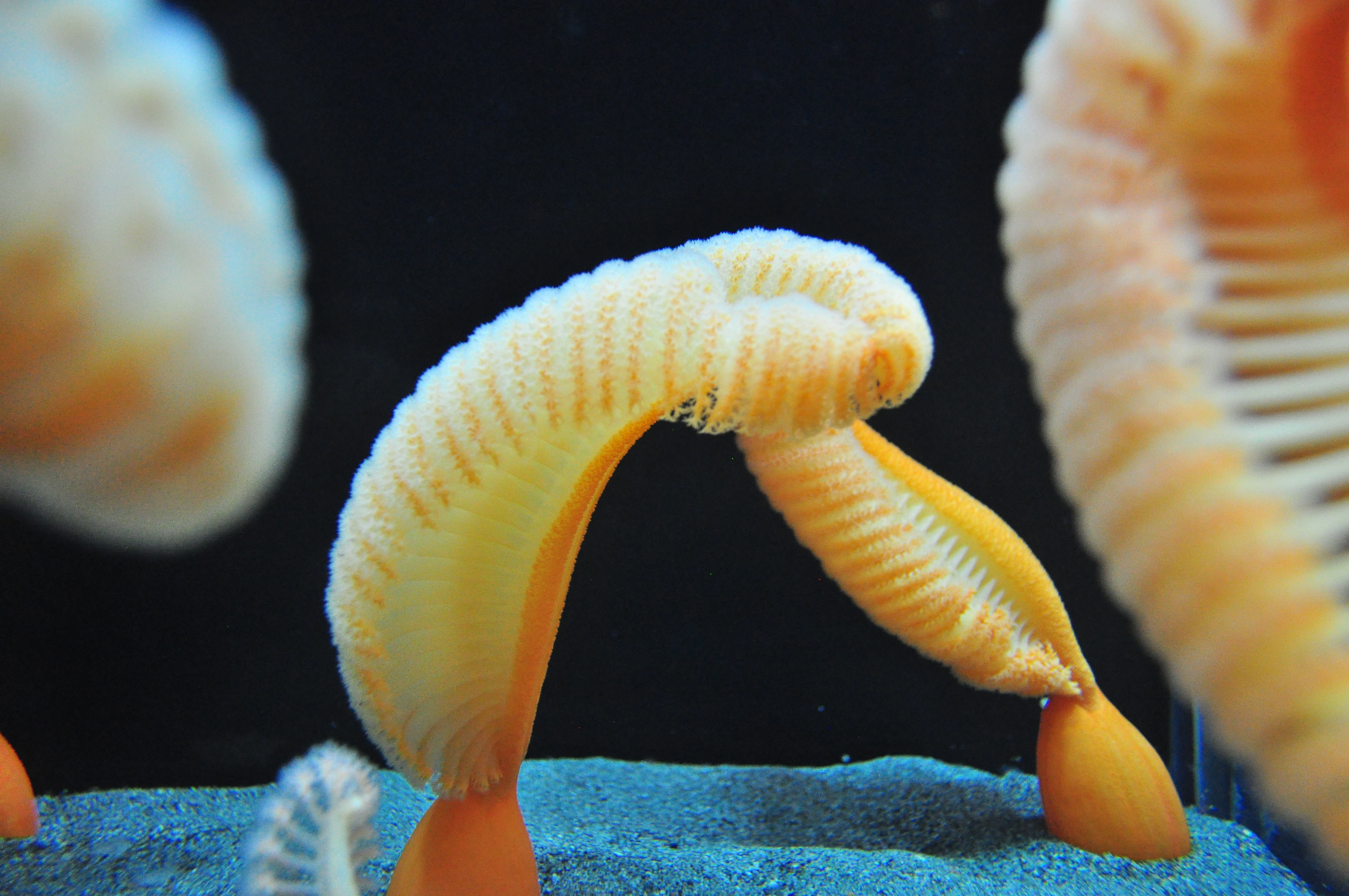
Hodowane piórówki w akwarium wystawowym (Seattle Aquarium)

Piórówki to zwierzęta rozdzielnopłciowe (niekiedy mówi się o dwupienności tych koralowców). Występują u nich gonady, są one obecne nie tylko na septach dorsalnych. Oogeneza u samic piórówki świecącej odznacza się dużą liczbą małych oocytów. U tego samego gatunku jeden polip może wyprodukować 50 oocytów, zaś cala kolonia – 40 000; zdolność rozrodcza wzrasta wraz z wielkością kolonii. Spotykane jest u ogółu piórówek zapłodnienie zewnętrzne.
W przypadku koralowców ośmiopromiennych o ograniczonym zasięgu występowania postuluje się, że dojrzewanie embrionów zachodzi wewnątrz ciał koralowców macierzystych, po czym larwy odpełzują po dnie i osiedlają się niedaleko organizmu dorosłego, bądź krótkożyjące larwy pływają w warstwie planktonu, by następnie osadzić się niedaleko kolonii dorosłych korali. W odróżnieniu, długożyjące larwy planktoniczne mogą wraz z prądami morskimi dryfować na większe odległości, co stałoby za szerszym zasięgiem występowania innych koralowców. Larwa piór morskich nie została poznana, ale przypuszczalnie jest lecytotroficzna. U Pennatulacea planula (larwa parzydełkowców) po pewnym czasie osiada – wówczas rozwija się z niej polip pierwotny, który będzie prekursorem, konkretnie trzonem, przyszłej kolonii. W górnej połowie tego polipa pączkują boczne odgałęzienia, czyli polipy 2. rzędu, a na nich autozooidy.

## Znaczenie w ekosystemie

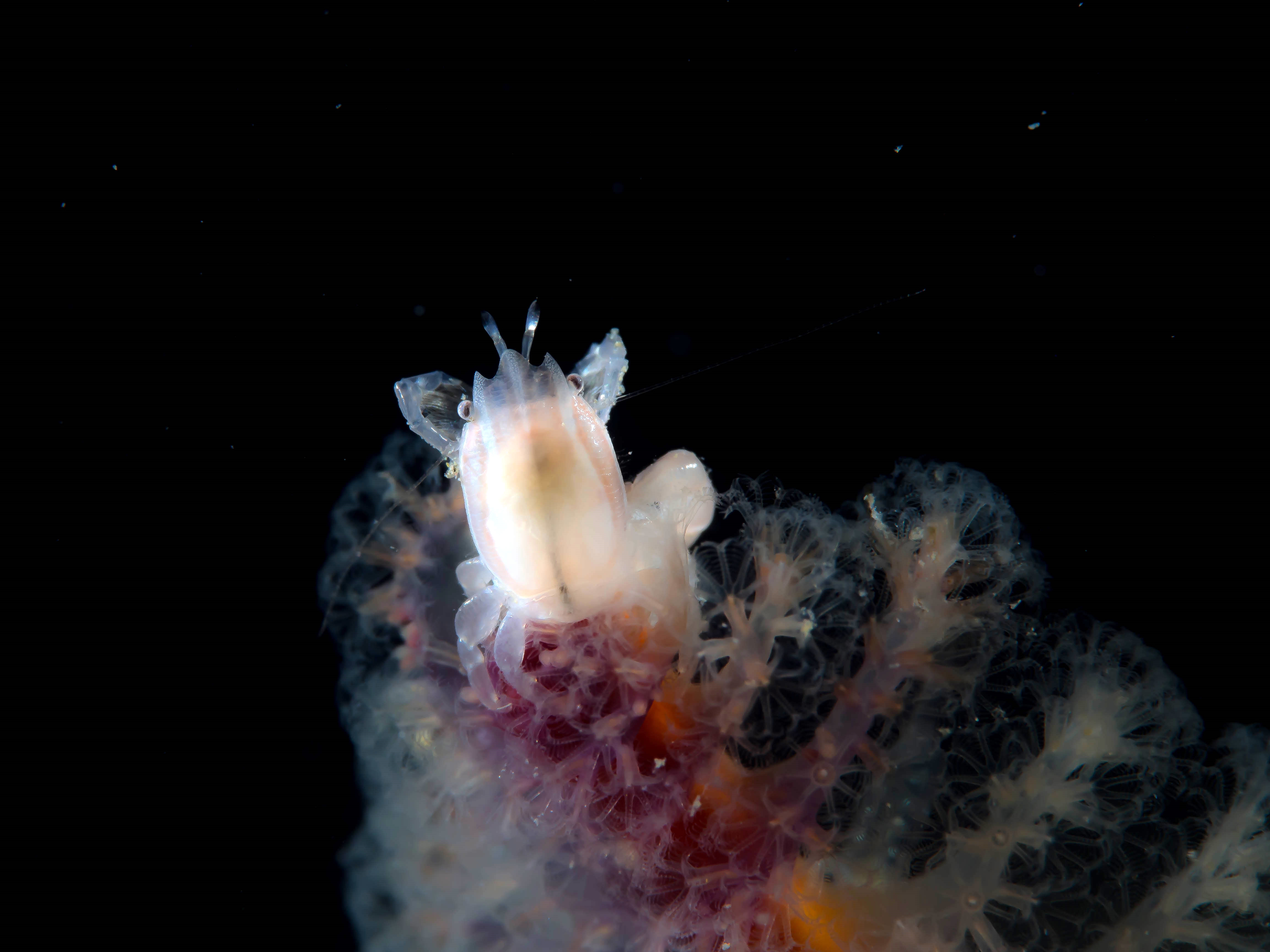
Krab Porcellanella triloba na piórówce

Pióra morskie, razem z takimi organizmami jak trawy morskie, innymi koralowcami, wieloszczetami, małżami czy gąbkami, są uznawane za „morskich inżynierów”, którzy modyfikują jednorodne bentoniczne środowiska. Podczas gdy wiele prac skupiło się na koralowcach i trawach morskich tworzących siedliska, inne organizmy, takie jak pióra morskie, są stosunkowo słabo zbadane. Niemniej wiadomo, że pełnią fundamentalną rolę w ekosystemach, gdyż dodając złożoności strukturalnej do jednorodnego siedliska, zwiększają bioróżnorodność. Mogą działać jako podłoże i schronienie dla jaj, larw i młodych ryb oraz bezkręgowców, również zmieniają przepływ prądu wodnego, zatrzymując w ten sposób składniki odżywcze, jak i wciągając plankton w pobliże osadu. Z tych względów „lasy” Pennatulacea zostały uznane za niezbędne siedliska ryb (EFHs – essential fish habitats) i wrażliwe ekosystemy morskie (VMEs – vulnerable marine ecosystems) z powodu potwierdzenia kurczenia się ich oraz innych dennych zbiorowisk makrofauny.